# Badri Kvarațkhelia
Badri Kvarațkhelia (n. 15 februarie 1965, Nakipu, URSS) este un antrenor azer născut în Georgia. A antrenat-o pe Standard Baku în sezonul 2008-2009. Cel mai notabil club la care a evoluat este FK Gäncä.